# Тохатян Грант Арамович
Грант Арамович Тохатян (10 січня 1958) — радянський та вірменський актор, педагог. Закінчив Єреванський державний лінгвістичний університет ім. В. Я. Брюсова. Народний артист Вірменії (2015).

## Вибіркова фільмографія
- Таксі «Елі лав а» (2009)
- Останній з Магікян (2013)
- Землетрус (2016)
- Іванови-Іванови (2017)

| Актор | Це незавершена стаття про актора. Ви можете допомогти проєкту, виправивши або дописавши її. |